# Løten
Løten es un municipio de la provincia de Hedmark, Noruega. Tiene una población de 7588 habitantes según el censo de 2016 y pertenece al distrito tradicional de Hedmarken. La parroquia de Løiten fue convertida en municipio el 1 de enero de 1838.

## Etimología
El nombre del municipio deriva de una antigua granja que en nórdico antiguo se llamaba Lautvin. Esta granja probablemente se corresponde con una que en la actualidad es conocida como Prestgarden (en castellano, Casa del vicario), lugar donde se construyó la primera iglesia del lugar. El primer elemento del topónimo, laut, significa "hondonada" y, de hecho, hay una profunda hondonada entre la Prestgarden y la antigua iglesia. El segundo elemento, vin, puede traducirse como «prado» o tierra de pastos".
Entre 1500 y 1838 el topónimo se escribía como Leuten o Leuthen. Entre 1838 y 1918 el nombre oficial fue Løiten, y desde 1918 se escribe Løten.

## Historia
Løten se encuentra en una ruta comercial que discurre de este a oeste y que, como evidencian todos los restos arqueológicos encontrados, ha sido muy frecuentada en todos los periodos históricos. El casco histórico de la villa se formó en torno a la iglesia de Løten, que data del siglo XIII.
Cuando el rey Cristián IV de Dinamarca prohibió la importación de cerveza alemana a comienzos del siglo XVII, los noruegos empezaron a destilar su propia cerveza. En 1624, el alcohol destilado se prohibió en las bodas y en 1638 el rey Cristián retiró al clero el derecho de destilar en sus propios hogares. A partir de entonces, los distritos de Løten en los que se cultivaban cereales, tales como Vang o Romedal, empezaron a hacerse famosos por sus destilerías. El aquavit "Gamle Løiten", de Løiten Brænderi, se produce en Løten desde 1855 y es muy apreciado.
Con la llegada del ferrocarril en 1862, la estación de tren de Løten reforzó el papel comercial del municipio.

## Residentes notables
- Edvard Munch, pintor nacido en Løten el 12 de diciembre de 1863.
- Kristoffer Nilsen Svartbækken Grindalen (1804–1876): se trata de la última persona que fue sentenciada a muerte en Noruega. Aunque era natural de Elverum, fue en Løten en donde cometió el asesinato por el que fue condenado, y fue en este municipio en donde lo ejecutaron.